# Adiantum diogoanum
Adiantum diogoanum là một loài thực vật có mạch trong họ Adiantaceae. Loài này được Glaz. ex Baker miêu tả khoa học đầu tiên năm 1882.